# Braniștea (Bistrița-Năsăud)
Pour les articles homonymes, voir Braniștea.
Braniștea (en hongrois : Árpástó) est une commune du județ de Bistrița-Năsăud en Transylvanie (Roumanie).